# Eduard Zinßer
Eduard Zinßer (* 27. November 1875 in Seibelsdorf; † 11. Juni 1933 in München) war ein deutscher römisch-katholischer Geistlicher und Märtyrer.

## Leben
Eduard Zinßer wuchs im bäuerlichen Milieu in der Pfarrei Ruhlkirchen bei Alsfeld (an der Grenze von Nordhessen zu Mittelhessen) auf. 1902 wurde er zum Priester geweiht und kam für den Rest seines Lebens nach Offenbach am Main. Er wirkte als Gymnasiallehrer (ab 1915 als Gymnasialprofessor, heute: Studiendirektor), war Mitgründer der katholischen Offenbacher Volkszeitung, engagierte sich politisch in der katholischen Zentrumspartei und wurde 1929 Diözesanpräses der Gesellenvereine (ab 1935 Kolpingwerk). Er trug den Ehrentitel Geistlicher Rat.
Vom 8. bis 11. Juni 1933 war er zur Tagung der katholischen Gesellenvereine in München. Die 25.000 Gesellen sahen sich einer aggressiven SA gegenüber, die nicht vor Gewalttätigkeiten zurückschreckte und der die Polizei das Feld überließ. Beim Einzug in den Dom wurden die Bannerträger der Gesellen von der SA überfallen und der hinzugeeilte Zinßer zu Boden geschlagen. Er nahm noch an der hl. Messe teil und starb im Moment der Wandlung an einem Schlaganfall. Er wurde in Ruhlkirchen beigesetzt.

## Gedenken
Die deutsche Römisch-katholische Kirche hat Eduard Zinßer als Märtyrer aus der Zeit des Nationalsozialismus in das deutsche Martyrologium des 20. Jahrhunderts aufgenommen.